# Toshiko Takaezu
Toshiko Takaezu, née le 17 juin 1922 et morte le 9 mars 2011, est une artiste et peintre céramiste américaine.
Elle est considérée comme une pionnière de la céramique artistique du XXe siècle,.

## Biographie
Takaezu est née de parents immigrants japonais à Pepeekeo, Hawaï, le 17 juin 1922.

## Expositions
- 1955 : Université du Wisconsin, Madison
- 1959, 1961 : Cleveland Institute of Art, Ohio
- 1961 : Peabody College for Teachers, Nashville, Tennessee
- 1965 : Galerie 100, Princeton, New Jersey
- 1971 : Lewis and Clark College, Portland, Oregon
- 1975, 1985 : Florida Junior College, Jacksonville
- 1987 : Hale Pulamamau, Hôpital Kuakini, Honolulu, Hawaï
- 1989 :
  - Montclair Art Museum, New Jersey
  - Université de Bridgeport

Elle a également participé à plusieurs expositions de groupe aux États-Unis et à l'étranger dans des pays comme la Belgique, la Tchécoslovaquie, le Japon et la Suisse.

## Distinctions et récompenses
- 1952 : Subvention de la Fondation McInerny
- 1964 : Bourse de la Fondation Tiffany
- 1980 : Bourse de National Endowment for the Arts
- 1983 : Dickinson College Arts Award[6]
- 1987: Living Treasure Award à Honolulu

## Collections
Le travail de Takaezu peut être trouvé dans des collections permanentes privées et limitées, ainsi que dans plusieurs collections publiques à travers les États-Unis, comme par exemple le Seattle Art Museum (Washington),. Ses œuvres sont également exposées à l'étranger (musée national de Bangkok, Thaïlande).